# مرینوس

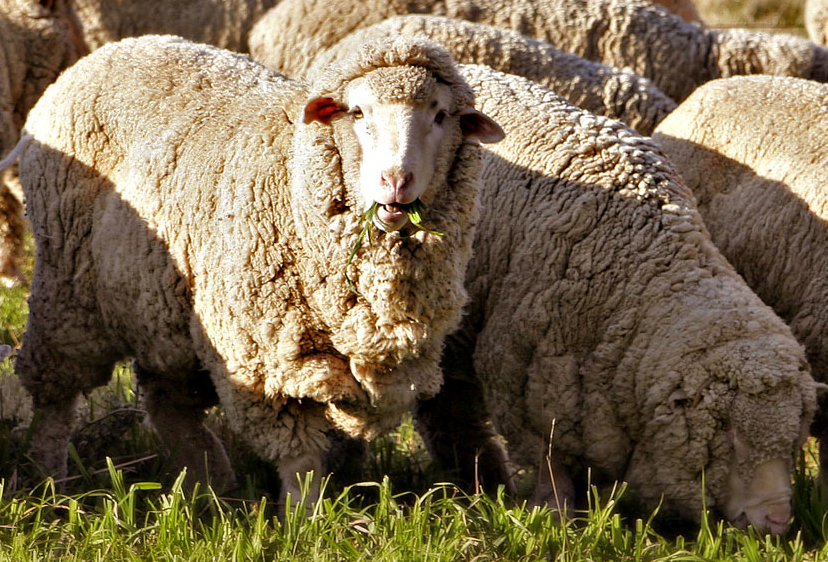
گوسفند مرینوس پشم کامل

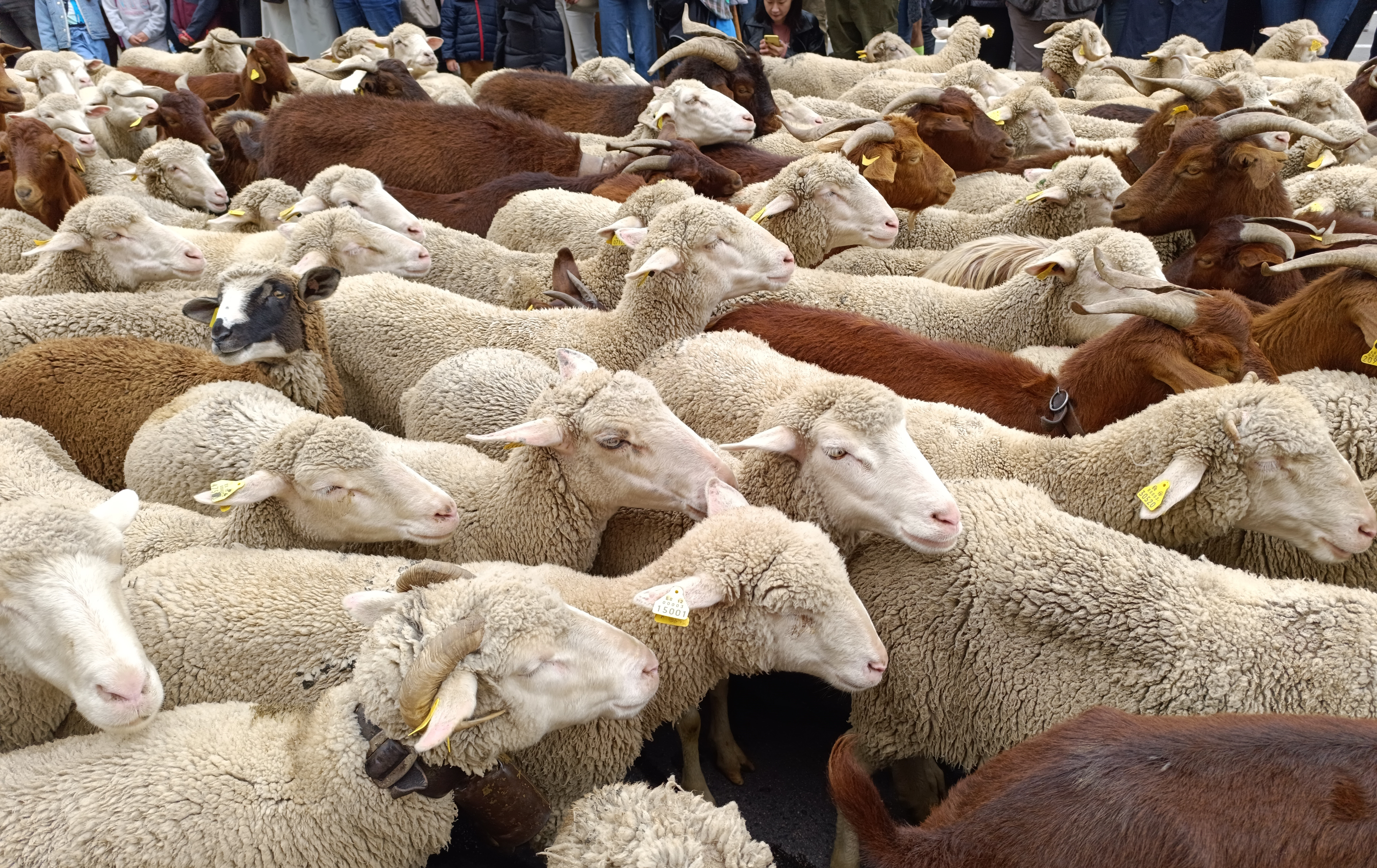
گوسفند مرینوس و بز قرمز. مادرید، اسپانیا

نژاد مرینوس (یا مارینو) (به انگلیسی: Merino) گروهی از نژادهای گوسفند است که با پشم بسیار نرم و ظریف با نام پشم مرینوس شناخته می‌شوند که در تولید لباس‌های پشمیِ شناخته‌شده و گرانبهایی به کار می‌روند. این نژاد در اواخر قرون وسطی در اسپانیا تأسیس شد و برای چندین قرن به عنوان یک انحصار سختگیرانه اسپانیایی نگهداری می‌شد؛ صادرات این نژاد ممنوع بود و کسانی که تلاش می‌کردند آن را صادر کنند، با مجازات اعدام روبرو می‌شدند. در طول قرن هجدهم، گله‌هایی به دربارهای تعدادی از کشورهای اروپایی از جمله فرانسه (که در آنجا به نژاد رامبویه تبدیل شدند)، مجارستان، هلند، پروس، زاکسن و سوئد فرستاده شد.
مرینوس بعدها به بسیاری از نقاط جهان از جمله آفریقای جنوبی، استرالیا و نیوزیلند گسترش یافت. نژادها، گونه‌ها و ارقام متعددی از نوع اصلی توسعه یافته‌اند که شامل نژادهایی مانند مرینوس آمریکایی و مرینوس دلااین در قاره‌های آمریکا، مرینوس استرالیایی، مرینوس بوروولا و مرینوس پپین در اقیانوسیه، و جنتیل دی پولیا، مرینوس لندشاف و رامبویه در اروپا است.
نژاد استرالیایی پول مرینوس گونه‌ای بدون شاخ است. قوچ‌های دیگر نژادهای مرینوس دارای شاخ‌های بلند و مارپیچی هستند که به سر نزدیک می‌شوند، در حالی که ماده‌ها معمولاً بدون شاخ هستند.

## تاریخچه

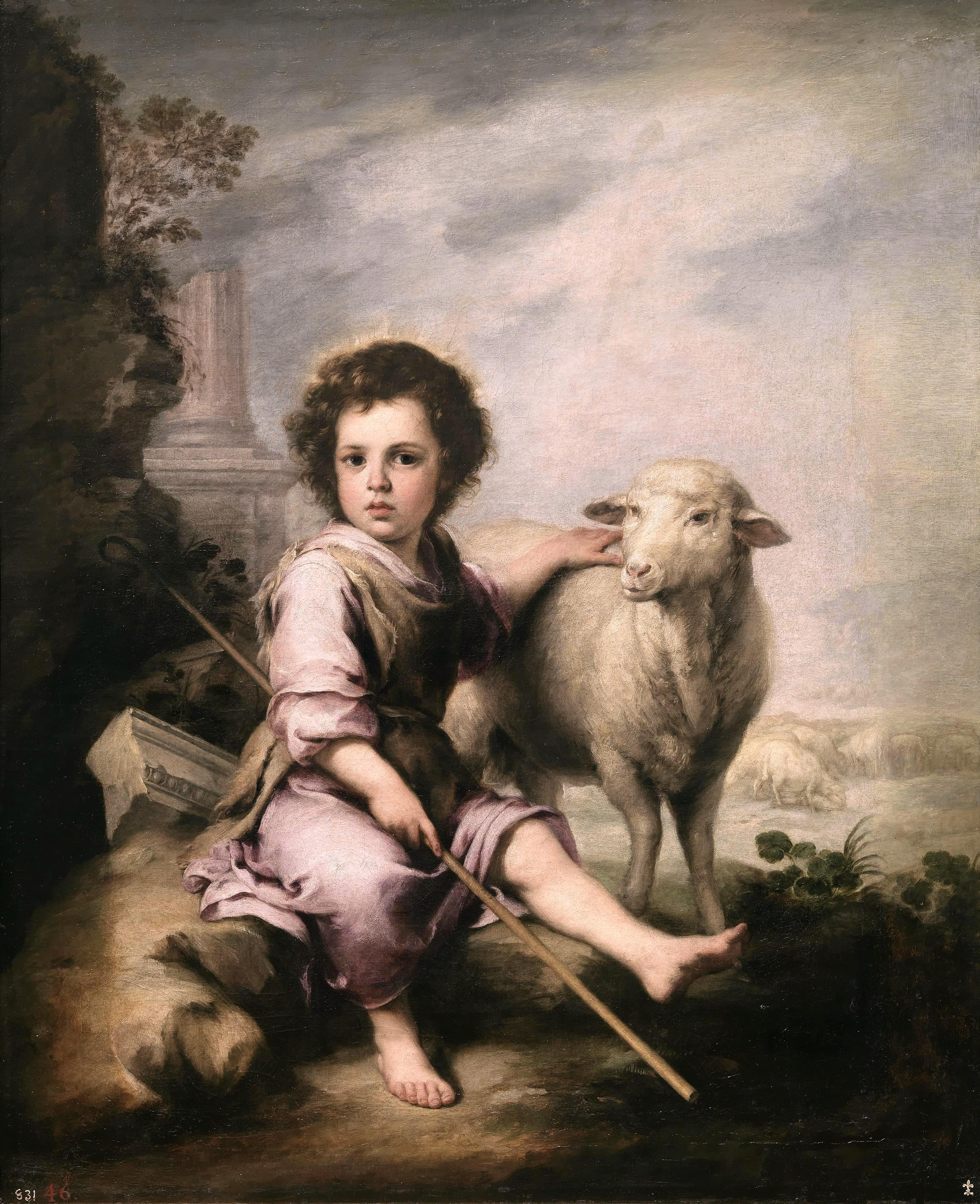
یکی از اولین تصاویر مرینوس. با نام چوبان خوب ("El Buen Pastor") اثر بارتولومه استبان موریلو ، حوالی سال ۱۶۵۰

### خاستگاه
سه نظریه درباره منشأ نژاد مرینوس در اسپانیا وجود دارد: واردات گله‌های شمال آفریقا در قرن دوازدهم؛ منشأ و بهبود آن در اکسترمادورا در قرن‌های دوازدهم و سیزدهم؛ و تلاقی گزینشی میش‌های اسپانیایی با قوچ‌های وارداتی در چندین دوره مختلف، به‌طوری که پشم ظریف و خاص آن تا قرن پانزدهم یا حتی بعد از آن به طور کامل توسعه نیافت. نظریه اول می‌پذیرد که این نژاد سپس با واردات قوچ‌های شمال آفریقایی بهبود یافت و نظریه دوم، به یک گونه اولیه از گوسفندان شمال آفریقا که با انواع آسیای صغیر مرتبط است اشاره دارد. هر دو نظریه یک تاریخ اولیه و منشأ عمدتاً شمال آفریقایی برای نژاد مرینوس را ادعا می‌کنند.
گوسفندها در خلافت اسلامی قرطبه اهمیت چندانی نداشتند و هیچ مدرکی از وجود گله‌های کوچ‌روی گسترده قبل از سقوط خلافت در دهه ۱۰۳۰ وجود ندارد. مرینیان، که قبیله‌ای عشایری از بربرهای زناته بودند، گله‌های وسیع گوسفند را در آنچه اکنون مراکش است نگه می‌داشتند و رهبران آن‌ها که سلطنت مرینی را تشکیل دادند، در اواخر قرن سیزدهم و اوایل قرن چهاردهم چندین بار به‌طور نظامی به جنوب اسپانیا مداخله کردند و از امارت غرناطه حمایت کردند. اگرچه ممکن است نژادهای جدیدی از گوسفند را به اسپانیا آورده باشند، هیچ مدرک قطعی وجود ندارد که مرینیان گله‌های گسترده‌ای به اسپانیا آورده باشند. از آنجا که مرینیان به‌عنوان نیروی نظامی مداخله‌گر وارد شدند، در موقعیتی نبودند که از گله‌های گسترده محافظت کنند و پرورش گزینشی انجام دهند.
نظریه سوم، که بیان می‌کند نژاد مرینوس در اسپانیا در طول چندین قرن ایجاد شده و میراث قوی اسپانیایی دارد، نه اینکه صرفاً یک گونه شمال آفریقایی بوده که در قرن دوازدهم وارد شده است، هم توسط مطالعات ژنتیکی اخیر و هم عدم وجود پشم مرینوس قبل از قرن پانزدهم پشتیبانی می‌شود. نژاد اصلی گوسفند بومی اسپانیا از زمان‌های پیش از رومی‌ها، چورو بود که یک گروه همگن و نزدیک به گوسفندان اروپایی شمال پیرنه‌ها بود و عمدتاً برای گوشت و شیر پرورش می‌یافت، با پشم خشن و رنگی. پشم چورو ارزش کمی داشت، مگر در مواردی که میش‌های آن‌ها در زمان رومی‌ها با نژاد پشم ظریف از جنوب ایتالیا تلاقی داده شده بودند. مطالعات ژنتیکی نشان داده‌اند که نژاد مرینوس به احتمال زیاد با تلاقی میش‌های چورو با قوچ‌های نژادهای مختلف در دوره‌های مختلف، از جمله قوچ‌های ایتالیایی در دوران رومی‌ها، قوچ‌های شمال آفریقایی در دوره قرون وسطی، و قوچ‌های انگلیسی از نژادهای پشم ظریف در قرن پانزدهم توسعه یافته است.
اگرچه اسپانیا در قرن‌های سیزدهم و چهاردهم پشم را به انگلستان، کشورهای پست و ایتالیا صادر می‌کرد، اما این پشم فقط برای ساخت پارچه‌های ارزان قیمت استفاده می‌شد. اولین شواهد صادرات پشم ظریف اسپانیایی به ایتالیا در دهه ۱۳۹۰ و فلاندرز در دهه ۱۴۲۰ وجود دارد، اگرچه در هر دو مورد پشم ظریف انگلیسی ترجیح داده می‌شد. اسپانیا در اواخر قرن پانزدهم به‌خاطر پشم ظریف خود (با شمارش نخ بین ۶۰ تا ۶۴) شناخته شد و تا اواسط قرن شانزدهم، پشم مرینوس آن به‌عنوان برابر با بهترین پشم‌های انگلیسی مورد تأیید قرار گرفت.
قدیمی‌ترین شواهد مستند برای پشم مرینوس در ایتالیا به دهه ۱۴۰۰ برمی‌گردد، و در دهه‌های ۱۴۲۰ و ۱۴۳۰، پشم‌های مرینوس با پشم‌های ظریف انگلیسی در برخی از شهرهای کشورهای پایین (کشورهای پست) برای تولید پارچه‌های با کیفیت بالا ترکیب می‌شدند. با این حال، تنها در اواسط قرن شانزدهم بود که گران‌ترین انواع پارچه‌ها به طور کامل از پشم مرینوس ساخته می‌شدند، پس از آنکه کیفیت این پشم‌ها به سطح پشم‌های ظریف انگلیسی که در آن زمان به طور فزاینده کمیاب شده بودند، رسیده بود.
پارچه‌های پشمی قرون وسطایی که از کشورهای پایین حفظ شده‌اند نشان می‌دهند که قبل از قرن شانزدهم، تنها بهترین پشم‌های انگلیسی دارای نرمی و ظرافتی مشابه پشم مرینوس مدرن بودند. طیف گسترده‌ای از پشم‌های اسپانیایی که در قرن سیزدهم و اوایل قرن چهاردهم تولید می‌شدند، بیشتر برای مصرف داخلی در تولید پارچه‌های ارزان، خشن و سبک استفاده می‌شدند و پشم مرینوس نبودند. بعدها در قرن چهاردهم، پشم‌های مشابه غیرمرینوس از بنادر شمالی کاستیل از جمله سن سباستین، سانتاندر و بیلبائو به انگلستان و کشورهای پایین صادر می‌شدند تا پارچه‌های خشن و ارزان تولید کنند. کیفیت پشم‌های اسپانیایی صادر شده در اواخر قرن پانزدهم به طور قابل توجهی افزایش یافت و همچنین قیمت آن‌ها، که با تلاش‌های فردیناند و ایزابل برای بهبود کیفیت ترویج می‌شد.
اسپانیا در دهه‌های پایانی قرن پانزدهم و در قرن شانزدهم تقریباً انحصار صادرات پشم ظریف را ایجاد کرد و منبع درآمد قابل توجهی برای کاستیل فراهم کرد. تا حدی، این امر به دلیل این بود که بیشتر پشم مرینوس انگلیسی تا قرن شانزدهم در داخل انگلیس به پارچه تبدیل می‌شد و به شکل کالای نساجی به فروش می‌رسید، نه اینکه به‌صورت خام صادر شود.
بسیاری از گله‌های مرینوس کاستیلی متعلق به اشراف یا کلیسا بودند، اگرچه آلفونسو دهم متوجه شد که اعطای حقوق کوچ‌نشینی به نخبگان شهری در شهرهای کاستیل قدیم و لئون می‌تواند منبع درآمدی اضافی برای سلطنت ایجاد کند و قدرت طبقات ممتاز را تضعیف کند. در اواخر قرن پانزدهم، شانزدهم و اوایل قرن هفدهم، دو سوم از گله‌های گوسفند مهاجر سالانه کمتر از ۱۰۰ گوسفند داشتند و تعداد کمی از گله‌ها بیش از ۱۰۰۰ گوسفند داشتند. تا قرن هجدهم، تعداد صاحبان کوچک کاهش یافت و چندین مالک گله‌های بزرگتر از ۲۰,۰۰۰ گوسفند داشتند، اما صاحبان گله‌های کوچک تا متوسط همچنان باقی ماندند و «مستا» هرگز ترکیبی صرفاً از صاحبان بزرگ نبود.
گوسفندان کوچ‌رو در زمستان در دشت‌های جنوبی اسپانیا و در تابستان در کوه‌های شمالی چرا می‌کردند. مهاجرت‌های سالانه به کاستیل و لئون، جایی که گوسفندان در آنجا صاحب بودند و در تابستان چرا می‌کردند، توسط «مستا» در مسیرهای مشخص شده به نام «کانیاداس رئال» سازماندهی و کنترل می‌شد، و چراگاه‌ها، آب و توقفگاه‌های مناسب در این مسیرها و زمان پشم‌چینی گله‌ها در هنگام بازگشت به شمال ترتیب داده می‌شد.
سه نژاد مرینوس که گله‌های مرینسو جهان را پایه‌گذاری کردند، گله‌های سلطنتی اسکوریال، نِگرِتی و پائولا بودند. از میان خطوط خونی مرینوس در ایالت ورمانت آمریکا، سه گله تاریخی مهم عبارت بودند از اینفانتادو، مونتارکوس و آگوایرس. در زمان‌های اخیر، نژاد مرینوس و نژادهایی که از نژاد مرینوس منشأ گرفته‌اند، به سراسر جهان گسترش یافته‌اند. با این حال، کاهش قابل توجهی در تعداد چندین نژاد مرینوس اروپایی وجود داشته است که اکنون به‌عنوان نژادهای در معرض خطر تلقی می‌شوند و دیگر موضوع بهبود ژنتیکی نیستند. در اسپانیا، اکنون دو جمعیت وجود دارد: گله‌های تجاری مرینوس، که بیشتر در استان اکسترمادورا یافت می‌شوند و یک نژاد «تاریخی» مرینوس اسپانیایی که در یک مرکز پرورش در نزدیکی کوردوبا توسعه یافته و نگهداری می‌شود. گله‌های تجاری مرینوس تنوع ژنتیکی قابل توجهی دارند که احتمالاً به دلیل تلاقی آن‌ها با نژادهای مشتق شده از مرینوس غیر اسپانیایی از دهه ۱۹۶۰ به بعد است، تا نژادی مناسب‌تر برای تولید گوشت ایجاد شود. نژاد تاریخی اسپانیایی که از حیواناتی انتخاب شده از خطوط ژنتیکی اصلی اسپانیا برای تضمین حفظ یک نسل خالص پرورش یافته است، نشانه‌هایی از هم‌خونی را نشان می‌دهد.

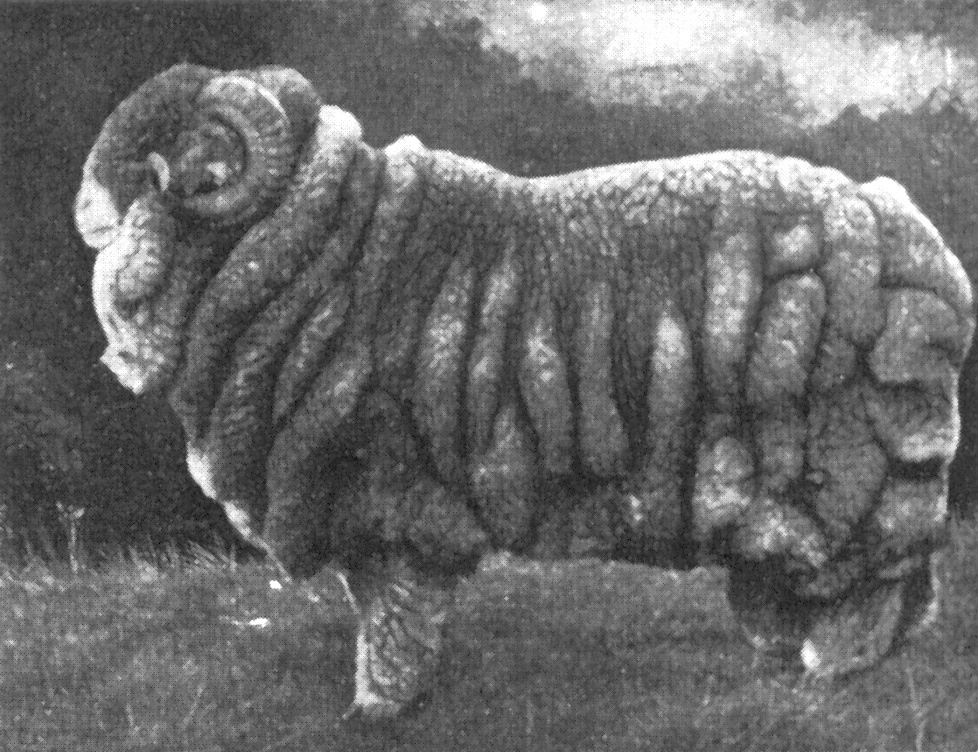
قوچ قهرمان مرینو، 1905 نمایش گوسفند سیدنی

پیش از قرن هجدهم، صادرات گوسفندان مرینوس از اسپانیا جرمی بود که مجازات آن اعدام بود. در قرن هجدهم، صادرات محدود گوسفندان مرینوس از اسپانیا و گوسفندان محلی به عنوان پایه گله‌های مرینوس در کشورهای دیگر استفاده شد. در سال ۱۷۲۳، تعدادی گوسفند به سوئد صادر شدند، اما اولین محموله بزرگ از اسکوریال‌ها در سال ۱۷۶۵ توسط چارلز سوم، پادشاه اسپانیا، به پسرعموی خود شاهزاده زاویر، منتخب ساکسونی ارسال شد. صادرات بیشتری از اسکوریال‌ها به ساکسونی در سال ۱۷۷۴، به مجارستان در سال ۱۷۷۵ و به پروس در سال ۱۷۸۶ صورت گرفت. بعداً در سال ۱۷۸۶، لوئی شانزدهم فرانسه ۳۶۶ گوسفند از ۱۰ کانیادا مختلف دریافت کرد که این گوسفندان پایه گله‌ای در مزرعه سلطنتی رامبویه شدند. علاوه بر نژادهای پشم ظریف ذکر شده، نژادهای دیگری که از گوسفندان مرینوس مشتق شده بودند، برای تولید گوشت، از جمله نژادهای ایل دو فرانس و بریشون دو شر در فرانسه توسعه یافتند. گوسفندان مرینوس همچنین به اروپای شرقی فرستاده شدند، جایی که پرورش آن‌ها در مجارستان در سال ۱۷۷۴ آغاز شد.
گله رامبویه از توسعه ژنتیکی پنهانی برخوردار شد که برخی از ژن‌های پشم بلند انگلیسی به اندازه و نوع پشم گوسفندان فرانسوی کمک کردند. یک قوچ به نام امپراتور، که در سال ۱۸۶۰ توسط برادران پپین از وانگانلا، نیو ساوت ولز، استرالیا وارد شد، تأثیر عظیمی بر توسعه مرینوس استرالیایی داشت.
سِر جوزف بنکس در سال ۱۷۸۷ دو قوچ و چهار میش از طریق پرتغال تهیه کرد و در سال ۱۷۹۲ تعداد ۴۰ گوسفند نِگرِتی برای شاه جرج سوم خریداری کرد تا گله سلطنتی را در کیو تأسیس کند. در سال ۱۸۰۸، ۲۰۰۰ گوسفند پائولا وارد شدند.

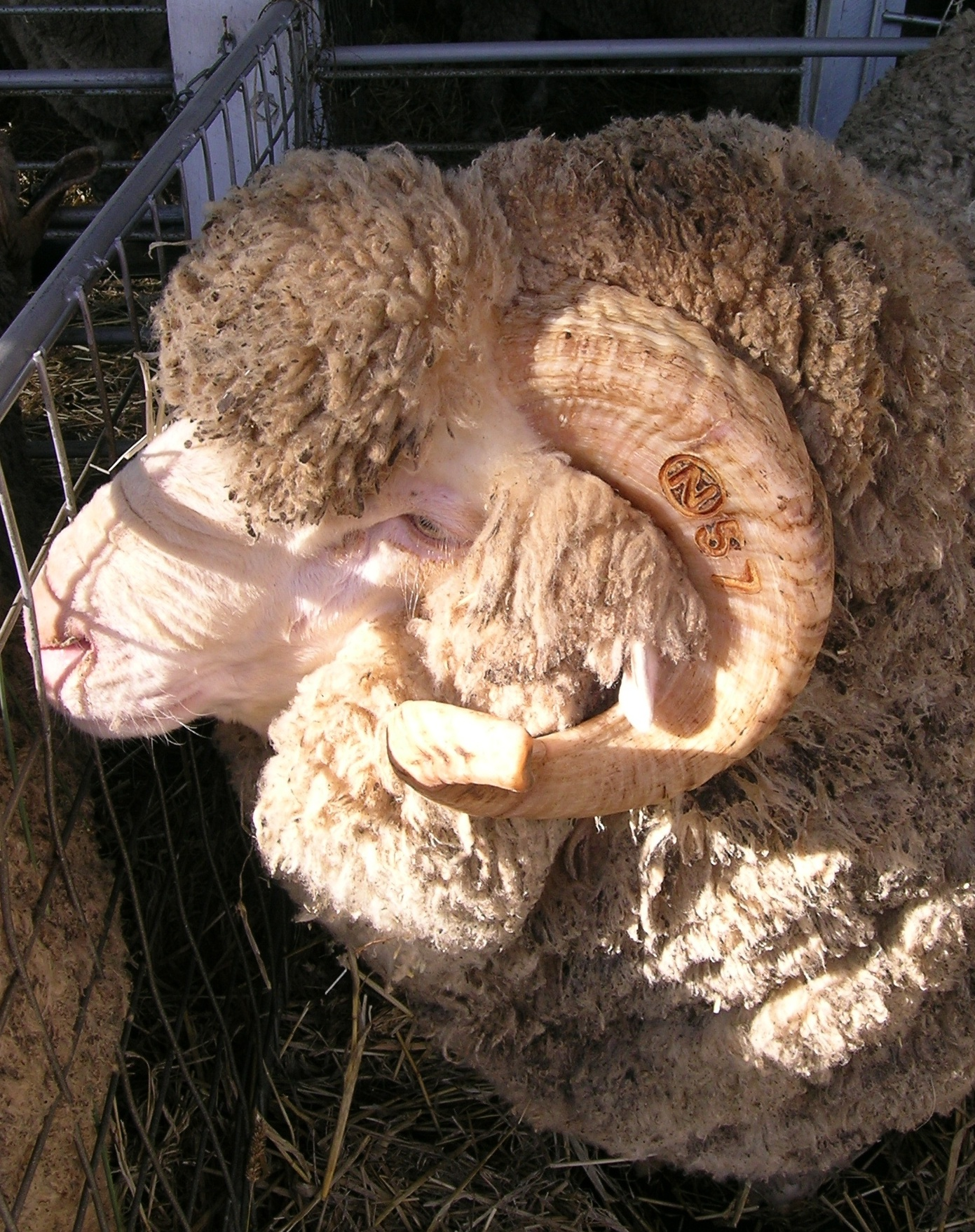
قوچ مرینوس گل میخ که روی شاخ او علامت گذاری شده است

پادشاه اسپانیا همچنین در سال ۱۷۹۰ تعدادی اسکوریال به دولت هلند هدیه داد؛ این گوسفندان در مستعمره کیپ هلند (آفریقای جنوبی) رونق گرفتند. در سال ۱۷۸۸، جان مک‌آرتور، از خاندان مک‌آرتور، گوسفندان مرینوس را از آفریقای جنوبی به استرالیا وارد کرد.
از سال ۱۷۶۵، آلمانی‌ها در ساکسونی گوسفندان مرینوس اسپانیایی را با گوسفندان ساکسونی تلاقی دادند تا نوعی مرینوس متراکم و ظریف (با درجه چرخشی بین ۷۰ تا ۸۰) که به محیط جدید خود سازگار شده بود، توسعه دهند. از سال ۱۷۷۸، مرکز پرورش ساکسونی در فورورک رنرسدورف فعالیت می‌کرد. این مرکز از سال ۱۷۹۶ توسط یوهان گوتفرید نیک اداره می‌شد که روش‌های علمی تلاقی را برای بهبود بیشتر مرینوس ساکسونی توسعه داد. تا سال ۱۸۰۲، منطقه دارای چهار میلیون گوسفند مرینوس ساکسونی بود و در حال تبدیل شدن به مرکز پرورش مرینوس بود و پشم آلمانی به عنوان بهترین پشم در جهان شناخته می‌شد.
در سال ۱۸۰۲، سرهنگ دیوید هامفریس، سفیر ایالات متحده در اسپانیا، نژاد ورمانت را با واردات ۲۱ قوچ و ۷۰ میش از پرتغال به آمریکای شمالی معرفی کرد و در سال ۱۸۰۸ تعداد ۱۰۰ گوسفند اینفانتادو را وارد کرد. تحریم بریتانیا بر صادرات پشم و لباس پشمی به ایالات متحده پیش از جنگ ۱۸۱۲ بین بریتانیا و ایالات متحده منجر به "هیجان مرینوس" شد، با ویلیام جارویس از هیئت دیپلماتیک که حداقل ۳۵۰۰ گوسفند بین سال‌های ۱۸۰۹ و ۱۸۱۱ از طریق پرتغال وارد کرد.
جنگ‌های ناپلئونی (۱۷۹۳–۱۸۱۳) تقریباً صنعت مرینوس اسپانیا را نابود کرد. گله‌های قدیمی یا متفرق شدند یا کشتار شدند. از سال ۱۸۱۰ به بعد، صحنه مرینوس به آلمان، ایالات متحده و استرالیا منتقل شد. ساکسونی پس از جنگ‌های ناپلئونی ممنوعیت صادرات مرینوس زنده را برداشت. پرورش‌دهنده مشهور گوسفند ساکسونی، نیک از رنرسدورف، در سال ۱۸۱۱ یک مزرعه گوسفند خصوصی در کلایندربنیتز تأسیس کرد، اما به طرز عجیبی پس از موفقیت صادرات گوسفندانش به استرالیا و روسیه، در کار خود شکست خورد.

### مرینوس ایالات متحده
گوسفندان مرینوس در سال ۱۸۱۲ به ورمانت معرفی شدند. این امر در نهایت منجر به یک چرخه رونق و رکود برای پشم مرینوس شد که قیمت آن در سال ۱۸۳۵ به ۵۷ سنت در هر پوند رسید. تا سال ۱۸۳۷، تعداد ۱,۰۰۰,۰۰۰ گوسفند در این ایالت وجود داشت. قیمت پشم مرینوس در اواخر دهه ۱۸۴۰ به ۲۵ سنت در هر پوند کاهش یافت. ایالت ورمانت نتوانست در برابر رقابت کارآمدتر از سایر ایالت‌ها مقاومت کند و پرورش گوسفند در ورمانت فروپاشید. بسیاری از کشاورزان گوسفند از ورمانت همراه با گله‌هایشان به سایر نقاط ایالات متحده مهاجرت کردند.

### مرینوس استرالیایی

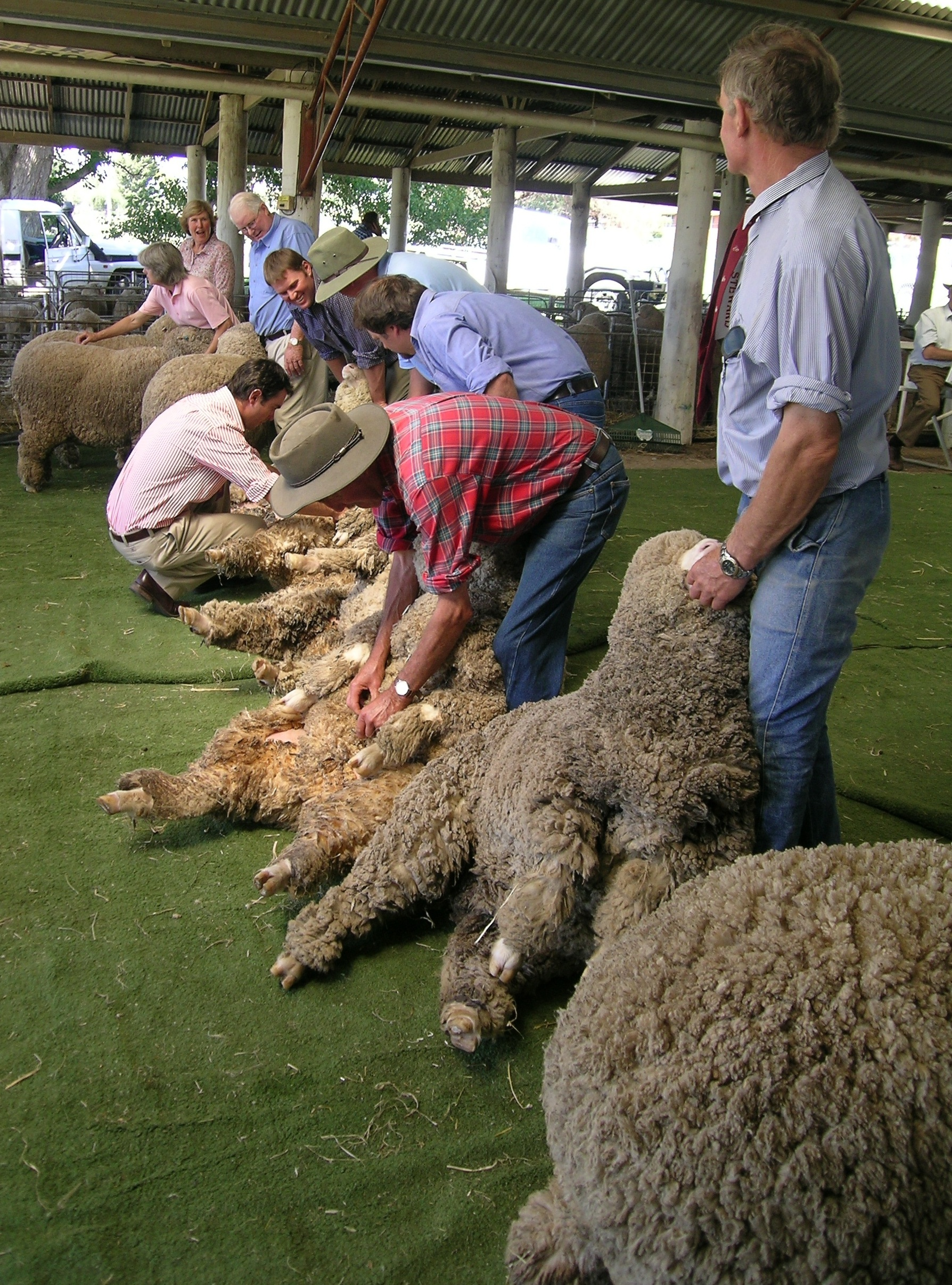
قضاوت میش مرینوس

#### تاریخ اولیه
حدود ۷۰ گوسفند بومی که فقط برای گوشت مناسب بودند، سفر به استرالیا را همراه با نخستین ناوگان که در اواخر ژانویه ۱۷۸۸ وارد شد، پشت سر گذاشتند. چند ماه بعد، تعداد گله‌ها به تنها ۲۸ میش و یک بره کاهش یافت.
در سال ۱۷۹۷، فرماندار کینگ، کلنل پترسون، کاپیتان واترهاوس و کنت در کیپ‌تاون از بیوه کلنل گوردون، فرمانده پادگان هلندی، گوسفند خریداری کردند. زمانی که واترهاوس در سیدنی پیاده شد، گوسفندان خود را به کاپیتان جان مک‌آرتور، ساموئل مارسدن و کاپیتان ویلیام کاکس فروخت. اگرچه منشأ اولیه نژاد مرینوس استرالیایی شامل ذخایر مختلفی از کیپ کالونی، انگلستان، زاکسن، فرانسه و آمریکا بود و نژادهای مختلف مرینوس در استرالیا پرورش یافته‌اند، اما جمعیت‌های مرینوس استرالیایی از نظر ژنتیکی مشابه و متمایز از تمام جمعیت‌های دیگر مرینوس هستند که نشان‌دهنده تاریخ مشترک پس از ورود آنها به استرالیا است.

#### جان و الیزابت ماکارتور
تا سال ۱۸۱۰، استرالیا ۳۳,۸۱۸ گوسفند داشت. جان مک‌آرتور (که پس از دوئلی با کلنل پترسون از استرالیا به انگلستان فرستاده شده بود) در سال ۱۸۰۴ هفت قوچ و یک میش از نخستین فروش پراکنده گله‌های پادشاه جورج سوم خریداری کرد. سال بعد، مک‌آرتور و گوسفندان به استرالیا بازگشتند و مک‌آرتور به همسرش الیزابت پیوست، که در غیاب او گله‌شان را توسعه داده بود. مک‌آرتور به عنوان پدر صنعت مرینوس استرالیا شناخته می‌شود؛ هرچند در بلندمدت، گوسفندان او تأثیر کمی بر توسعه مرینوس استرالیایی داشتند.
مک‌آرتور پیشگام معرفی مرینوس زاکسن بود و در سال ۱۸۱۲ از گله انتخاباتی وارد کرد. اولین رونق پشم مرینوس استرالیا در سال ۱۸۱۳ اتفاق افتاد، زمانی که رشته‌کوه‌های بزرگ دیوایدینگ عبور شدند. در طول دهه ۱۸۲۰، علاقه به گوسفندان مرینوس افزایش یافت. مک‌آرتور در اکتبر ۱۸۲۰، ۳۹ قوچ را نمایش داد و فروخت و مبلغ ۵۱۰/۱۶/۵ پوند درآمد داشت. در سال ۱۸۲۳، در اولین نمایش گوسفند برگزار شده در استرالیا، مدال طلای واردات بیشترین مرینوس‌های زاکسن به ویلیام رایلی («رابی») اهدا شد. ویلیام رایلی همچنین بزهای کشمیر را به استرالیا وارد کرد.

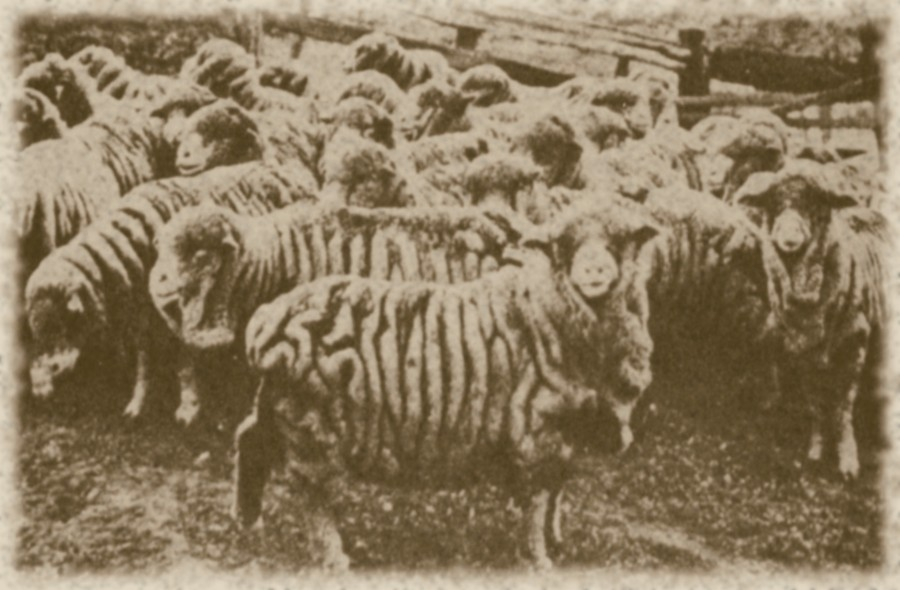
گوسفند وارداتی از نوع ورمونت، استرالیا

#### الیزا و جان فورلونگ
دو نفر از فرزندان الیزا فرلانگ (که گاهی نام او فورلانگ یا فورلونگ نیز نوشته شده) به دلیل بیماری سل فوت کرده بودند و او مصمم بود که دو پسر باقی‌مانده‌اش را با زندگی در آب و هوای گرم و پیدا کردن مشاغل بیرونی محافظت کند. شوهرش جان، یک تاجر اسکاتلندی، متوجه شده بود که پشم‌های منتخب از ایالت زاکسن به قیمت‌های بسیار بالاتری نسبت به پشم‌های نیو ساوت ولز فروخته می‌شوند. خانواده تصمیم گرفتند که برای کسب‌وکار جدیدشان به گوسفندداری در استرالیا بپردازند. در سال ۱۸۲۶، الیزا بیش از ۱۵۰۰ مایل (۲۴۰۰ کیلومتر) را پیاده از روستاهای زاکسن و پروس گذر کرد و گوسفندان مرینوس زاکسن باکیفیت را انتخاب کرد. پسرانش، اندرو و ویلیام، در زمینه پرورش گوسفند و دسته‌بندی پشم مطالعه کردند. او ۱۰۰ گوسفند منتخب را تا هامبورگ برد و سپس با کشتی به هال فرستاد. از آنجا، الیزا و دو پسرش گوسفندان را تا اسکاتلند پیاده بردند تا برای حمل به استرالیا آماده شوند. در اسکاتلند، شرکت جدید استرالیا که در بریتانیا تأسیس شده بود، اولین محموله را خرید و بنابراین الیزا این سفر را دو بار دیگر تکرار کرد. هر بار، او گله‌ای برای پسرانش گرد آورد. پسران به نیو ساوت ولز فرستاده شدند، اما آنها را قانع کردند که با گوسفندان در تاسمانی توقف کنند، جایی که الیزا و همسرش نیز به آنها پیوستند.

#### رکورد قیمت بالا
رکورد جهانی قیمت یک قوچ ۴۵۰.۰۰۰ دلار استرالیا است که در فروش قوچ مرینوس در سال ۱۹۸۸ در آدلاید، استرالیای جنوبی فروخته شد.  در سال ۲۰۰۸، یک میش مرینوس استرالیایی به قیمت ۱۴.۰۰۰ دلار استرالیا در نمایشگاه گوسفند و حراجی که در Dubbo، نیو ساوت ولز برگزار شد، فروخته شد. 

### تحولات در آسایش دام
در استرالیا، روش مولسینگ برای گوسفندان مرینوس یک روش رایج برای کاهش خطر بیماری "مگس‌زدگی" است. این عمل توسط فعالان حقوق و رفاه حیوانات مورد انتقاد قرار گرفته است. سازمان پیتا در سال ۲۰۰۴ کمپینی علیه این عمل راه‌اندازی کرد. کمپین پیتا مصرف‌کنندگان آمریکایی را با استفاده از بیلبوردهای گرافیکی در نیویورک هدف قرار داد. پیتا همچنین تولیدکنندگان آمریکایی را با تبلیغات تلویزیونی تهدید کرد که نشان می‌داد شرکت‌های آنها از مولسینگ حمایت می‌کنند. خرده‌فروشان مد مانند Abercrombie & Fitch Co.، Gap Inc.، Nordstrom و George (بریتانیا) فروش محصولات پشم مرینوس استرالیا را متوقف کردند.

## ویژگی‌ها

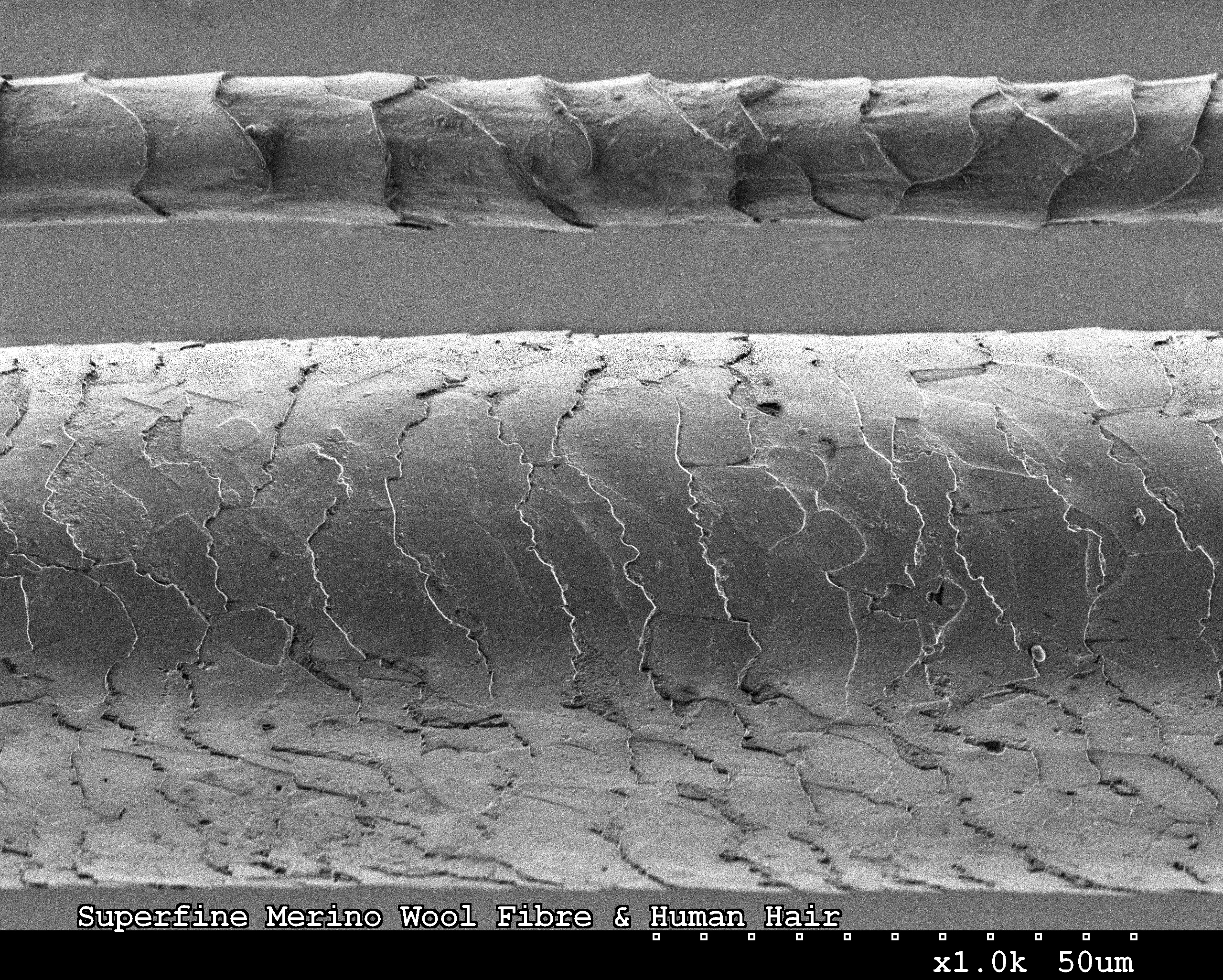
الیاف پشم مرینو استرالیا (بالا) در مقایسه با موی انسان (پایین)، تصویربرداری شده با استفاده از میکروسکوپ الکترونی روبشی

مرینوس گوسفندی بسیار مناسب برای تغذیه و بسیار سازگار است. این نژاد عمدتاً برای پشم مرینوس آن پرورش داده می‌شود و اندازه لاشه آن معمولاً کوچکتر از گوسفندانی است که برای گوشت پرورش داده می‌شوند.
مرینوس به گونه‌ای اهلی و پرورش داده شده است که بدون پشم‌چینی منظم توسط صاحبان خود نمی‌تواند به خوبی زنده بماند. آنها باید حداقل یک بار در سال پشم‌چینی شوند زیرا پشم آنها به رشد خود ادامه می‌دهد. در صورت بی‌توجهی، فراوانی بیش از حد پشم می‌تواند باعث استرس گرمایی، مشکلات حرکتی و حتی نابینایی شود.

### ویژگی‌های پشم

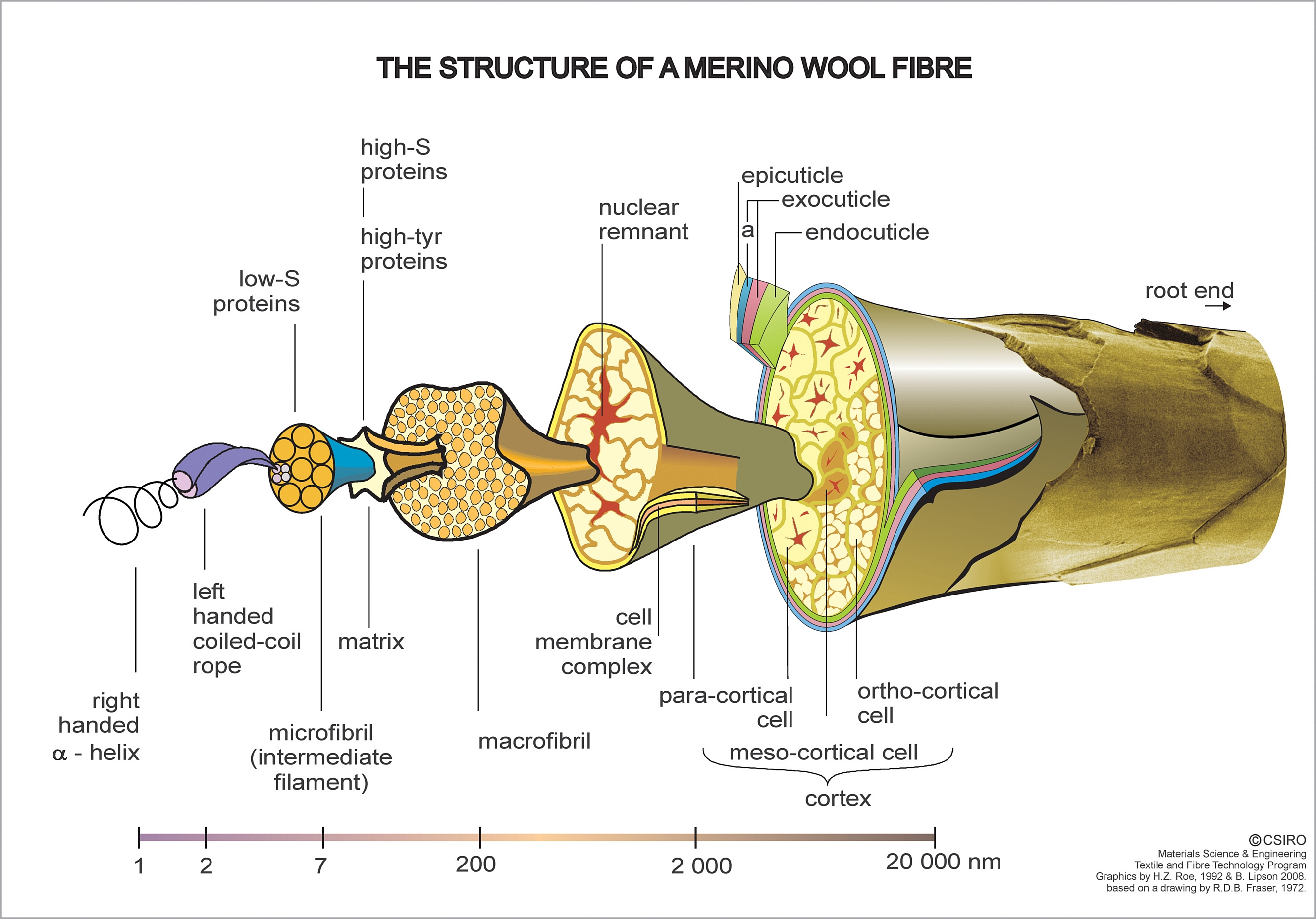
ساختار یک الیاف پشم مرینو

پشم مرینوس نازک و نرم است. طول رشته‌ها معمولاً ۶۵ تا ۱۰۰ میلی‌متر (۲.۶ تا ۳.۹ اینچ) است. یک مرینوس زاکسن ۳ تا ۶ کیلوگرم (۶.۶ تا ۱۳.۲ پوند) پشم چرب در سال تولید می‌کند، در حالی که یک قوچ مرینوس پپین با کیفیت خوب تا ۱۸ کیلوگرم (۴۰ پوند) پشم تولید می‌کند. قطر پشم مرینوس معمولاً کمتر از ۲۴ میکرون (μm) است. انواع اساسی مرینوس شامل: پشم قوی (۲۳ - ۲۴.۵ میکرون)، پشم متوسط (۲۱ - ۲۲.۹ میکرون)، پشم نازک (۱۸.۶ - ۲۰.۹ میکرون)، سوپر نازک (۱۵ - ۱۸.۵ میکرون) و فوق‌العاده نازک (۱۱.۵ - ۱۵ میکرون) است.

## مراجع
1. ↑  Reilly, B F (1993). The Medieval Spains. Cambridge University Press. pp. 162–3. ISBN 0521397413.
2. ↑  Walker, M J (1983). "Laying a Mega-Myth: Dolmens and Drovers in Prehistoric Spain". World Archaeology. 15 (1): 37–50, at page 38. doi:10.1080/00438243.1983.9979883.
3. ↑  Butzer K W (1988). "Cattle and Sheep from Old to New Spain: Historical Antecedents". Annals of the Association of American Geographers. 78 (1): 39. doi:10.1111/j.1467-8306.1988.tb00190.x.
4. ↑  Ryder M L (1983). "A survey of European primitive breeds of sheep". Annales de Génétique et de Sélection Animale. 13 (4): 381–418, at pages 404, 414–5. doi:10.1186/1297-9686-13-4-381. PMC 2718014. PMID 22896215.
5. ↑  Paterson, Mark (1990). National Merino Review. West Perth, Australia: Farmgate Press. pp. 12–17in 18600. ISSN 1033-5811.
6. ↑  "Agriculture". Iconographic Encyclopedia of Science. Vol. 4. D. Appleton and Company. 1860. p. 731.
7. ↑  Ross, C.V. (1989). Sheep production and Management. Englewood Cliffs, New Jersey: Prentice Hall. pp. 26–27. ISBN 0-13-808510-2.
8. ↑  https://vermonthistory.org/william-jarvis-and-the-merino-sheep-craze Vermont Historical Society - William Jarvis's Merino Sheep]]
9. ↑  The Edinburgh Gazetteer, volume 1, Archibald Constable and Co.: Edinburgh, 1822, p.570
10. ↑  Mary S. Ramsay, 'Forlong, Eliza (1784 - 1859)', Australian Dictionary of Biography, Supplementary Volume, Melbourne University Press, 2005, pp 130-131.
11. ↑  Stock and Land بایگانی‌شده  در ۲۷ فوریه ۲۰۱۲ توسط Wayback Machine Retrieved on 8 September 2008